# Petrus Kenicius

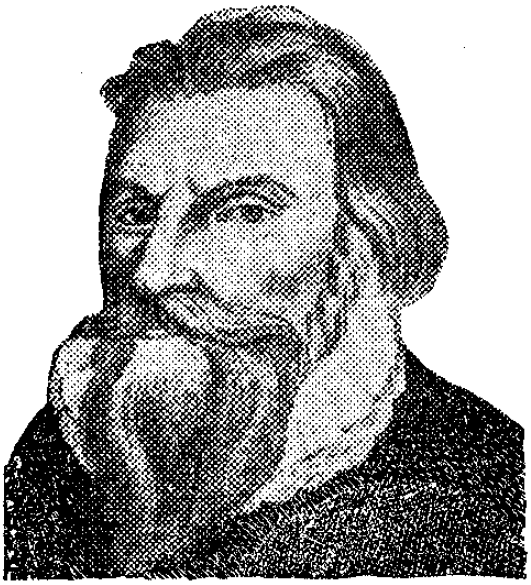
Petrus Kenicius, SBH

Petrus Kenicius (latinisiert, ursprünglich Peter Königsson; * 1555 in Umeå; † 3. Februar 1636 in Uppsala) war ein schwedischer lutherischer Theologe und Erzbischof von Uppsala.

## Leben
Kenicius, Sohn eines Händlers, studierte nach dem Besuch der Lateinschule in Gävle von 1575 bis 1578 an der Universität Uppsala und wurde 1578 ordiniert. Anschließend vervollkommnete er seine theologischen Kenntnisse an den Universitäten Rostock und Wittenberg, wo er 1586 zum Magister promoviert wurde. Nach der Rückkehr nach Schweden wurde er 1587 Professor am Collegium Stockholmense, überwarf sich aber mit König Johann III. und erlitt eine kurzzeitige Gefängnisstrafe. Bei der Synode von Uppsala 1593, die den Sieg des Luthertums in Schweden sicherte, wirkte Kenicius als einer der zwölf Beisitzer. Anschließend arbeitete er als Theologieprofessor an der wiedererrichteten Universität Uppsala.
Im Herbst 1595 wurde Kenicius zum Bischof von Skara berufen und war spätestens seit dieser Zeit ein treuer Gefolgsmann von Herzog (später König) Karl (IX.). 1608 wurde Kenicius zum Bischof von Strängnäs berufen, musste aber vor dem Amtsantritt in diplomatischer Mission nach Livland reisen. Als im März 1609 Erzbischof Olaus Martini starb, wurde Kenicius auf Wunsch des Königs zu dessen Nachfolger ernannt und am 2. Juli eingeführt. 1611 krönte er Gustav II. Adolf zum König und arbeitete in der Folgezeit mit ihm ebenso loyal zusammen wie zuvor mit seinem Vater. Als Mitglied (seit 1595) und Sprecher des Pfarrerstandes im Reichstag trat er auf der Seite von Johannes Rudbeckius für die Selbständigkeit der Kirche ein, insbesondere nach Gustav Adolfs Tod gegenüber Axel Oxenstierna.
Kenicius setzte sich besonders für die Verbesserung des Katechismusunterrichts und der theologischen Ausbildung ein. Zu letzterem Zweck übersetzte er Matthias Hafenreffers Compendium doctrinae coelestis, das zum beherrschenden theologischen Lehrbuch in Schweden wurde. 1617 wurde er in Uppsala zum Dr. theol. promoviert.